# Zanola elongata
Zanola elongata är en fjärilsart som beskrevs av William Schaus 1910. Zanola elongata ingår i släktet Zanola och familjen silkesspinnare. Inga underarter finns listade i Catalogue of Life.